# Марсело Інгарамо
Марсело Інгарамо (ісп. Marcelo Ingaramo; нар. 13 жовтня 1962) — колишній аргентинський тенісист.
Найвищу одиночну позицію світового рейтингу — 67 місце досяг 24 лютого 1986, парну — 134 місце — 26 серпня 1991 року.
Найвищим досягненням на турнірах Великого шолома було 3 коло в одиночному розряді.

## Фінали Гран-прі за кар'єру

### Парний розряд: 1 (0–1)
| Результат | W/L | Дата     | Турнір       | Покриття | Партнер      | Суперники                     | Рахунок  |
| --------- | --- | -------- | ------------ | -------- | ------------ | ----------------------------- | -------- |
| Поразка   | 0–1 | Кві 1987 | Барі, Італія | Ґрунт    | Роберто Асар | Крістер Аллгард Ульф Стенлунд | 3–6, 3–6 |

## Титули на челленджерах

### Одиночний розряд: (3)
| Ранг | Рік  | Турнір               | Покриття | Суперник        | Рахунок       |
| ---- | ---- | -------------------- | -------- | --------------- | ------------- |
| 1.   | 1991 | Бірмінгем, США       | Ґрунт    | Габріель Маркус | 3–6, 6–4, 6–2 |
| 2.   | 1992 | Сантьяго, Чилі       | Ґрунт    | Серхіо Кортес   | 6–4, 6–1      |
| 3.   | 1993 | Вінья-дель-Мар, Чилі | Ґрунт    | Маурісіо Хадад  | 6–1, 6–4      |

### Парний розряд: (2)
| Ранг | Рік  | Турнір                  | Покриття | Партнер         | Суперники                        | Рахунок       |
| ---- | ---- | ----------------------- | -------- | --------------- | -------------------------------- | ------------- |
| 1.   | 1990 | Соортс-Оссегор, Франція | Ґрунт    | Маркос Горріс   | Едуардо Бенгоечеа Едуардо Массо  | 7–5, 6–2      |
| 2.   | 1991 | Сантьяго, Чилі          | Ґрунт    | Ґуставо Гаретто | Ганс Гільдемайстер Феліпе Рівера | 6–2, 4–6, 6–4 |